# Taddeo Zuccari
Taddeo Zuccari, även stavat Zuccaro, född 1 september 1529 i Sant'Angelo in Vado, död 1 september 1566 i Ancona, var en italiensk målare i manieristisk stil, i huvudsak verksam i Rom. Han var äldre bror till Federico Zuccari.
Zuccaris mest betydande verk är freskutsmyckningarna i Villa Farnese i Caprarola samt i Sala Regia i Vatikanen.
Zuccari uppvisar tydlig inspiration från Rafael och Michelangelo i freskerna i Cappella Mattei i kyrkan Santa Maria della Consolazione (1553–1556) i Rom, i synnerhet i Korsfästelsen.

## Bilder

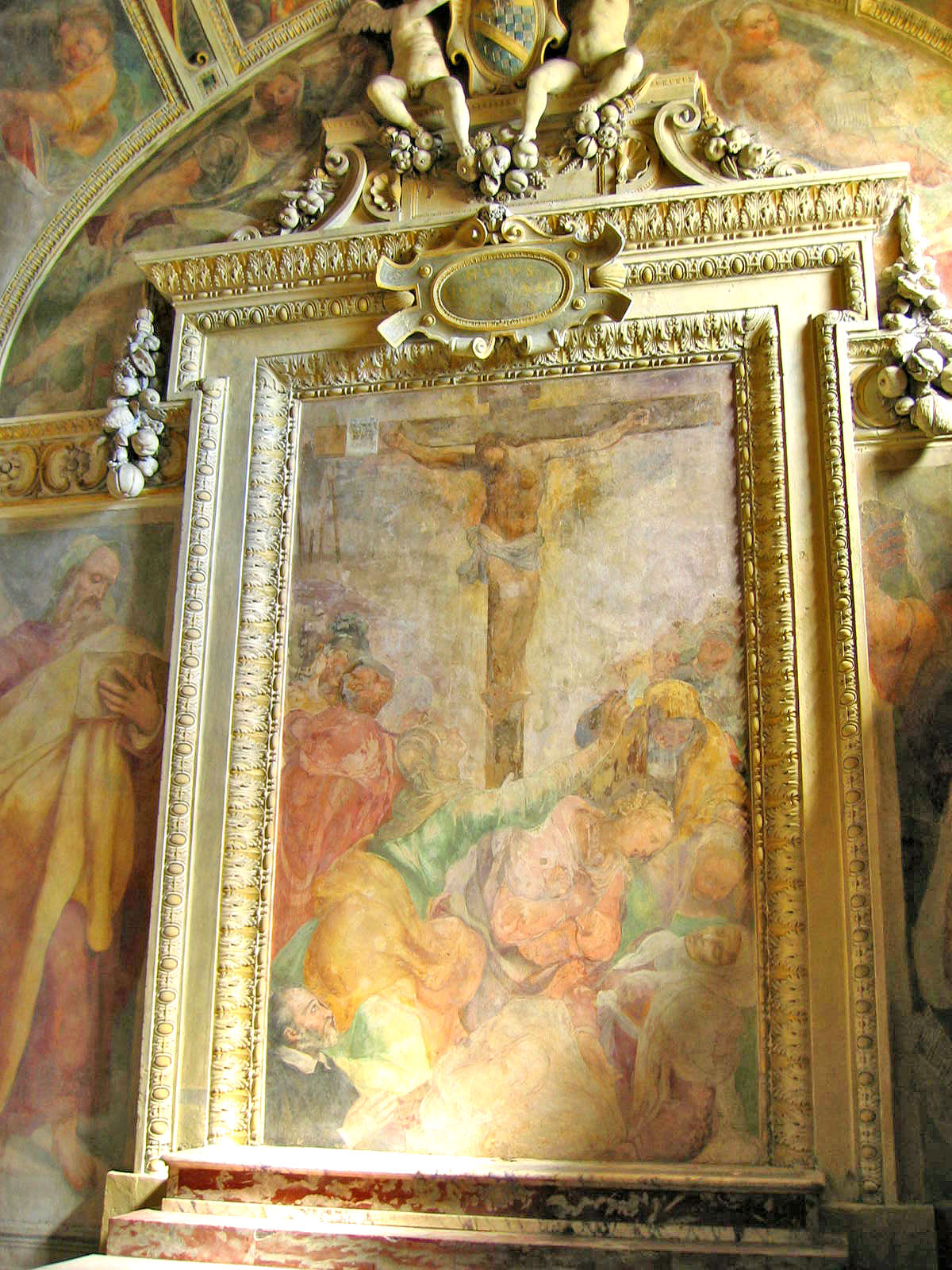
Korsfästelsen (1556). Cappella Mattei, Santa Maria della Consolazione, Rom.
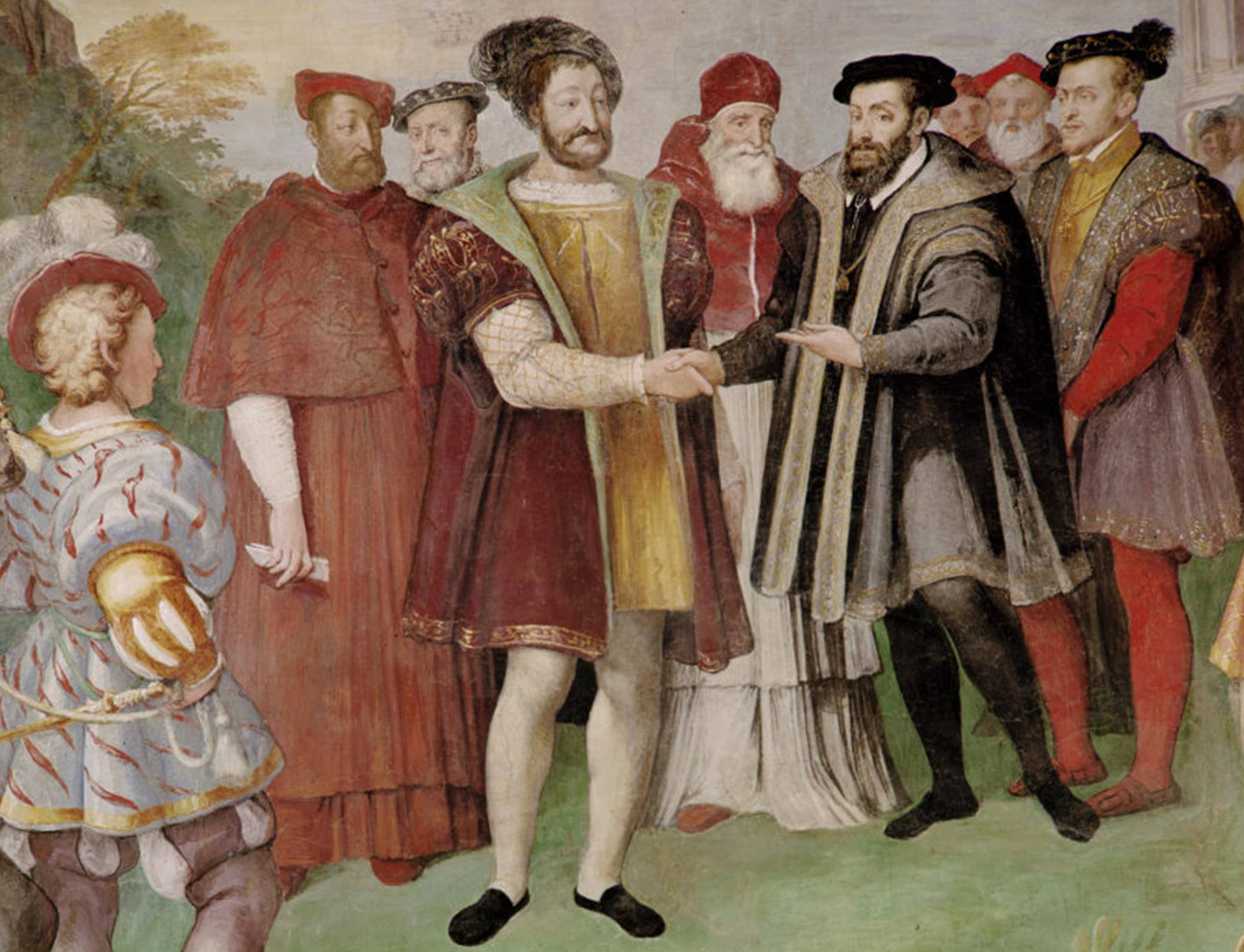
Freden i Nice. (Fördraget slöts mellan Frans I och Karl V med påve Paulus III som medlare.)

### Webbkällor
- ”Zùccari, Taddeo”. Enciclopedie on line. http://www.treccani.it/enciclopedia/taddeo-zuccari/. Läst 9 juni 2015.